# Pontus Kåmark
Pontus Kåmark (født 5. april 1969 i Västerås, Sverige) er en tidligere svensk fodboldspiller, der spillede som højre back klubberne Västerås, IFK Göteborg, Leicester City og AIK Stockholm, samt for Sveriges landshold. Med IFK var han med til at vinde hele fem svenske mesterskaber.

## Landshold
Kåmark spillede over en periode på 13 år, mellem 1990 og 2002, 57 kampe for Sveriges landshold. Han deltog blandt andet ved VM i 1994, hvor svenskerne vandt bronze.